# 55時間テレビ
『55時間テレビ』（ごじゅうごじかんテレビ）は、テレビ朝日が開局55周年記念（2014年2月1日に迎える）の一環として、2013年11月29日から同年12月9日までゴールデンタイムを中心に毎日5時間ずつ特別番組を放送していたプロジェクトである。
放送特番のラインナップにはレギュラー番組のスペシャルバージョンのほか、ドラマ、スポーツ中継、さらには過去の人気番組の復活放送などもあった。体裁としては、2009年に開局50周年を迎えたときに10夜連続で放送された『50時間テレビ』と同じで、他局の長時間特番のような通しの「テレソン」とは異なり、毎日日替わりで異なるジャンルの番組を小分けして放送するというもの。平日（12月2 - 6・9日）は『報道ステーション』（平日帯番組）を間に挟み込む形で、フルネット24局全国同時ネットの第1部（19 - 21時台）と、基本的に同時ネットとしながら、一部地域で別の時間帯にディレイ放送する第2部（23時台）で構成するとしている。

## 放送内容

### 11月29日
- 18:53 - 21:48 MUSIC STATION SPECIAL 超豪華アーティスト プレミアムライブ
- 21:54 - 23:10 報道ステーション
- 23:15 - 翌0:15 （一部地域は別時間） くりぃむナントカ 芸能界ビンカン選手権スペシャル

### 11月30日
- 18:56 - 20:54 関ジャニの仕分け∞ 2時間スペシャル
- 21:00[1] - 23:21 2夜連続ドラマスペシャル「オリンピックの身代金（前編）」
- 23:30[2] - 翌0:24 SmaSTATION!!

### 12月1日
- 18:56 - 20:54 くりぃむクイズ ミラクル9 2時間スペシャル
- 21:00[1] - 23:10 2夜連続ドラマスペシャル「オリンピックの身代金（後編）」
- 23:15 - 翌0:10 （一部地域は別時間） ミッドナイトお試しかっ! 特別編 〜アニキvsアイドル〜 Aniコレ 5BATTLE

### 12月2日
- 18:53 - 21:48 お試しかっ! 3時間スペシャル
- 21:54 - 23:10 報道ステーション
- 23:15 - 翌0:15 （一部地域は別時間） ぷらちなロンドンブーツ

### 12月3日
- 18:53 - 21:48 ロンドンハーツ 3時間スペシャル
- 21:54 - 23:10 報道ステーション
- 23:15 - 翌0:15 （一部地域は別時間） ナンジャコレ珍百景

### 12月4日
- 18:53 - 20:54 ナニコレ珍百景 2時間スペシャル
- 21:00 - 21:54 相棒season12 第8話「最後の淑女」
- 21:54 - 23:10 報道ステーション
- 23:15 - 翌0:15 （一部地域は別時間） マツコ&有吉の怒り新党

### 12月5日
- 18:53 - 21:54 フィギュアスケート「グランプリシリーズ・ファイナル2013福岡」[3]（マリンメッセ福岡から4夜連続生中継）男女ショートプログラム
- 21:54 - 23:10 報道ステーション
- 23:15 - 翌0:15（一部地域は別時間） アメトーーク! 第1回コンプレックス語ろう会

### 12月6日
- 18:53 - 19:54 藤子・F・不二雄生誕80周年記念 タイムマシンがなくなって大ピンチ! ドラえもん 冬の1時間スペシャル
- 19:58[4] - 21:54 フィギュアスケート「グランプリシリーズ・ファイナル2013福岡」[3]男子フリープログラム
- 21:54 - 23:10 報道ステーション
- 23:15 - 翌0:15 （一部地域は別時間） 爆笑問題の検索ちゃん

### 12月7日
- 18:56 - 21:15 フィギュアスケート「グランプリシリーズ・ファイナル2013福岡」[3]女子フリープログラム
- 21:15 - 23:21 土曜ワイド劇場「タクシードライバーの推理日誌」
- 23:30[2] - 翌0:24 SmaSTATION!!

### 12月8日
- 18:56 - 21:00 フィギュアスケート「グランプリシリーズ・ファイナル2013福岡」[3]エキシビジョン
- 21:00 - 23:29 日曜エンタ・日曜洋画劇場「パイレーツ・オブ・カリビアン／生命の泉」
- 23:35 - 翌0:30 （一部地域は別時間） ミッドナイトQさま!!

### 12月9日
- 18:53 - 21:48 お試しかっ!×Qさま!! 3時間スペシャル
- 21:54 - 23:10 報道ステーション
- 23:15 - 翌0:15（一部地域は別時間） TVタックル特別篇 たけしの知らないニュース2013

## 通し企画
この特番の実施期間中には、参加番組にて4Kワイドテレビが当たるプレゼントクイズキャンペーンをデータ放送で展開する。

## 備考
当該枠ではテレビの電子番組ガイドなどに載った番組名の前後に「55時間テレビ」が加えられたため、録画機器によっては番組名を正常に認識できず録画できなかったというトラブルが相次いだ。